# Charzew
Charzew – jedna z dawnych podłódzkich osad młyńskich, włączonych w skład miasta Łodzi. Razem z Łaskowicami i Chocianowicami stanowi część osiedla Nad Nerem.
Charzew to głównie łąki, nieużytki i lasy, miejscami można natrafić na opuszczone, zrujnowane domostwa. Obecnie (2012) nikt już tutaj nie mieszka. Tereny dawnej wsi służą mieszkańcom Retkini do celów rekreacyjnych, takich jak jogging i jazda na rowerze. Charzew graniczy z terenami Portu lotniczego Łódź im. Władysława Reymonta. Dawniej znajdował się tu młyn na Nerze.

## Historia
Dawniej samodzielna miejscowość (osada młynarska), od 1867 w gminie Widzew w powiecie łaskim. W okresie międzywojennym należał do w woj. łódzkim. W 1921 roku liczba mieszkańców wynosiła 24. 2 października 1933 utworzono gromadę Chocianowice w granicach gminy Widzew, składającą się ze wsi Chocianowice i młyna Charzew. Podczas II wojny światowej włączony do III Rzeszy.
Po wojnie Charzew powrócił na krótko do powiatu łaskiego woj. łódzkim, lecz już 13 lutego 1946 włączono go do Łodzi.